# Caesio xanthonota
Caesio xanthonota es una especie de pez del género Caesio, familia Caesionidae. Fue descrita científicamente por Bleeker en 1853.
Se distribuye por el Océano Índico: África Oriental hasta Indonesia. Su longitud total (TL) es de 40 centímetros. Habita en lagunas profundas y a lo largo de arrecifes marinos y se alimenta de zooplancton. Puede alcanzar los 50 metros de profundidad.
Está clasificada como una especie marina inofensiva para el ser humano.